# Csorba László (történész)
Csorba László (Budapest, 1952. szeptember 7. –) magyar történész, egyetemi tanár, az MTA doktora, 2010-től 2016-ig a Magyar Nemzeti Múzeum főigazgatója. Anyai ágon Barabás Miklós festő ükunokája.

## Életpályája
Csorba Antal és Szegedy-Maszák Éva gyermeke.
Egyetemi tanulmányait az ELTE BTK-n végezte 1973–1979 között. 1979 és 1991 között a Magyar Tudományos Akadémia Filozófiai Intézetében dolgozott eleinte mint segédmunkatárs, majd munkatárs illetve főmunkatárs. 1991-től az ELTE-BTK Művelődéstörténeti Tanszékének docense, majd egyetemi tanára. 1992–1993 között az Indianai Egyetem vendégprofesszora volt. 1998–2003 között a Római Magyar Akadémia tudományos igazgatója, 2003–2007 között igazgatója volt. 2007 óta a Magyar Tudományos Akadémia Történelemtudományi Intézetének igazgató-helyettese 2010-től 2016-ig a Magyar Nemzeti Múzeum főigazgatója.
2023-tól a Budapesti Történeti Múzeum igazgatója.

## Kutatási területe
Fő kutatási területe az újkori magyar művelődés- és egyházpolitika története, a magyar–olasz kapcsolatok története.

## Főbb művei
- Garibaldi élete és kora (1988)
- A tizenhárom aradi vértanú. 140 éve történt; Panoráma, Budapest, 1989
- Széchenyi István (1991, 2001)
- Az Országház (Sisa Józseffel, Szalay Zoltánnal, 1993)
- A Kossuth-emigráció fényképeskönyve (1994)
- Kastélyok és mágnások. Az arisztokrácia világa a századvégi Magyarországon. Válogatás a Magyar Nemzeti Múzeum Történeti Fényképtára anyagából; képvál., összeáll., jegyz. Baji Etelka, tan. képmagyarázatok Csorba László; HG, Budapest, 1994
- Szegedy-Maszák Aladár: Az ember ősszel visszanéz... Egy volt magyar diplomata emlékirataiból, 1–2.; vál., sajtó alá rend., jegyz. Csorba László, utószó Szegedy-Maszák Mihály; Európa–História, Budapest, 1996 (Extra Hungariam)
- Az első felelős magyar kormány képeskönyve (1998)
- Reform és forradalom, 1790–1849 (Velkey Ferenccel, 1998)
- Teleki László (1998)
- Száz év a magyar–olasz kapcsolatok szolgálatában. Magyar tudományos, kulturális és egyházi intézetek Rómában, 1895–1995; szerk. Csorba László; HG, Budapest, 1998
- A vallásalap "jogi természete". Az egyházi vagyon problémája a polgári átalakulás korának Magyarországán 1782–1918 (1999)
- A 19. század története (2000)
- Magyar emlékek Itáliában; Benda Foto, Budapest, 2003
- Ricordi ungheresi in Italia; Benda Foto, Budapest, 2003
- Az Országház; szöveg Csorba László, Sisa József, fotó Szalay Zoltán; Képzőművészeti, Budapest, 2010
- Széchenyi bűvkörében. Csorba László, Eperjes Károly, Szigethy Gábor, Fenyő Ervin, Körmendy Kinga, Koller Sándor, Horváth Sándor, Kocsis Sándor vallomásai; szerk. Szabó Attila; Simon Péter, Nagycenk, 2010 (Nagycenki füzetek)
- Széchenyi Döblingben; Kossuth, Budapest, 2016 (A magyar történelem rejtélyei)
- "Magyarország csillaga" Széchenyi István. 225 éve született a sopronnyéki kerület '48-as képviselője. Rövid pályakép; Magyar Nemzeti Levéltár Győr-Moson-Sopron Megye Soproni Levéltára, Sopron, 2017
- Haza és haladás. Nemzeti ébredés és polgári átalakulás (1796–1914); Kossuth, Budapest, 2021

## Díjai
- Az Olasz Köztársasági Érdemrend lovagja (2002)
- A Magyar Köztársasági Érdemrend lovagkeresztje (2006)
- Józsevárosi Becsületkereszt (2012)
- Széchenyi Társaság díja (2013)
- A Magyar Érdemrend középkeresztje (2015)[7]